# Вільне Друге
Ві́льне Друге —  село в Україні, у Близнюківській селищній громаді Лозівського району Харківської області. Населення становить 76 осіб. До 2020 орган місцевого самоврядування — Бурбулатівська сільська рада.

## Географія
Село Вільне Друге знаходиться за 1 км від селища Близнюки, на залізничній гілці Близнюки-Барвінкове, примикає до села Садове, залізнична станція Платформа 950 км. Село розташоване на початку балки Бритай, по якій протікає персихаючий струмок, один з витоків річки Бритай. На струмку зроблені загати. Поруч проходить автомобільна дорога Т 2113.

## Історія
- 1934 - дата заснування.
- У 1934 році було утворено колгосп «П’ятирічка”, а слідом за ним виникло невеличке село Вільне Друге. До цього часу в народі село називають «П’ятирічкою». Хоча в ті часи у народі називали ще хутором Ховрашки, бо тутешні люди жили в землянках. Також за Вільним Другим знаходився хутір Ваньки. Після Другої світової війни хутір проіснував декілька років, а потім хуторяни переселилися у с. Вільне – 2. У селі існувала початкова школа.
- 12 червня 2020 року, відповідно до Розпорядження Кабінету Міністрів України № 725-р «Про визначення адміністративних центрів та затвердження територій територіальних громад Харківської області», увійшло до складу Близнюківської селищної громади.[1]
- 19 липня 2020 року, в результаті адміністративно-територіальної реформи та ліквідації Близнюківського району, увійшло до складу Лозівського району Харківської області.[2]

## Економіка
- В селі є молочно-товарна ферма.